# Protect the Forest
Protect the Forest är ett musikalbum av det svenska bandet Klabbes bank, utgivet 2012. Det nominerades till en Grammis i kategorin "årets jazz".

## Låtlista
1. "Protect the Forest"
2. "Listen to Kirppu"
3. "Snälla"
4. "My Name Is Sten"
5. "Dalarna"
6. "Kärleken"
7. "Berlin"
8. "Scott & Melody"
9. "Bli här"
10. "2005"

## Medverkande
- Joel Wästberg - altsaxofon
- Thomas Backman - altsaxofon, klarinetter
- Magnus Wiklund - trombon
- Klas-Henrik Hörngren - keyboards
- Jacob Öhrvall - bas
- Martin Öhman - trummor och elektronik

## Recensioner
- http://www.dn.se/kultur-noje/skivrecensioner/klabbes-bank-protect-the-forest
- http://www.svd.se/kultur/musik/tva-steg-framat-for-svensk-jazzrock_7567978.svd
- http://www.sydsvenskan.se/kultur--nojen/musik/skivrecensioner/klabbes-bank-1/
- https://web.archive.org/web/20121022115049/http://www.gp.se/kulturnoje/musik/1.1090038-klabbes-bank-protect-the-forest